# أليكس لويد
أليكس لويد (بالإنجليزية: Alexander Lloyd)‏ هو مجدف أسترالي، ولد في 17 ديسمبر 1990 في Darlinghurst ‏ في أستراليا.

## وصلات خارجية
- أليكس لويد على موقع الاتحاد الدولي للتجديف (الإنجليزية)
- أليكس لويد على موقع اللجنة الأولمبية الدولية (الإنجليزية)
- أليكس لويد على موقع أوليمبيديا (الإنجليزية)
- أليكس لويد على موقع اللجنة الأولمبية الأسترالية (الإنجليزية)